# Deborah Knox
Deborah Knox, född den 26 september 1968 i Dunfermline, Storbritannien, är en brittisk curlingspelare.
Hon tog OS-guld i damernas curlingturnering i samband med de olympiska curlingtävlingarna 2002 i Salt Lake City.